# Marcel Miquel
Pour les articles homonymes, voir Miquel.
Marcel Miquel est un footballeur français né le 9 octobre 1912 à Bédarieux et décédé le 7 février 1994 à Cannes. Il était attaquant.
Il a remporté la Coupe de France 1934 avec le FC Sète et a été sacré champion de France la même année avec le club sétois.

## Carrière
- 1932-1935 : FC Sète
- 1935-1936 : AS Cannes
- 1936-1937 : Olympique de Marseille
- 1937-1939 : OGC Nice [2]

## Palmarès
- Champion de France en 1934 avec le FC Sète et en 1937 avec l'Olympique de Marseille
- Vainqueur de la Coupe de France en 1934 avec le FC Sète